# Kostel svatého Šimona a Judy (Břežany)
Kostel svatého Šimona a Judy je římskokatolický filiální kostel zasvěcený svatému Šimonovi a svatému Judovi v Břežanech v okrese Louny. Od roku 1964 je chráněn jako kulturní památka. Jednolodní barokní kostel byl postaven na místě staršího kostela v roce 1750. Obklopuje ho hřbitovní zeď s bránou, na jejíchž pilířích stojí sochy svatého Prokopa a svatého Vojtěcha z poloviny osmnáctého století.

## Stavební podoba
Na západní straně stojí v ose kostela hranolová věž spojená s lodí oblými přístavky. Nároží lodi zdobí sochy svatého Šimona a Judy. Obdélný a k jihovýchodu orientovaný presbytář má zkosená nároží a na severní straně k němu přiléhá sakristie. Fasádu člení segmentově ukončená okna a pilastry, které nesou římsu. Také vnitřní stěny jsou členěné pilastry. Loď má plochý strop s fabionem, zatímco presbytář je zaklenutý valenou klenbou. V západní části lodi je vestavěná kruchta.

## Zařízení

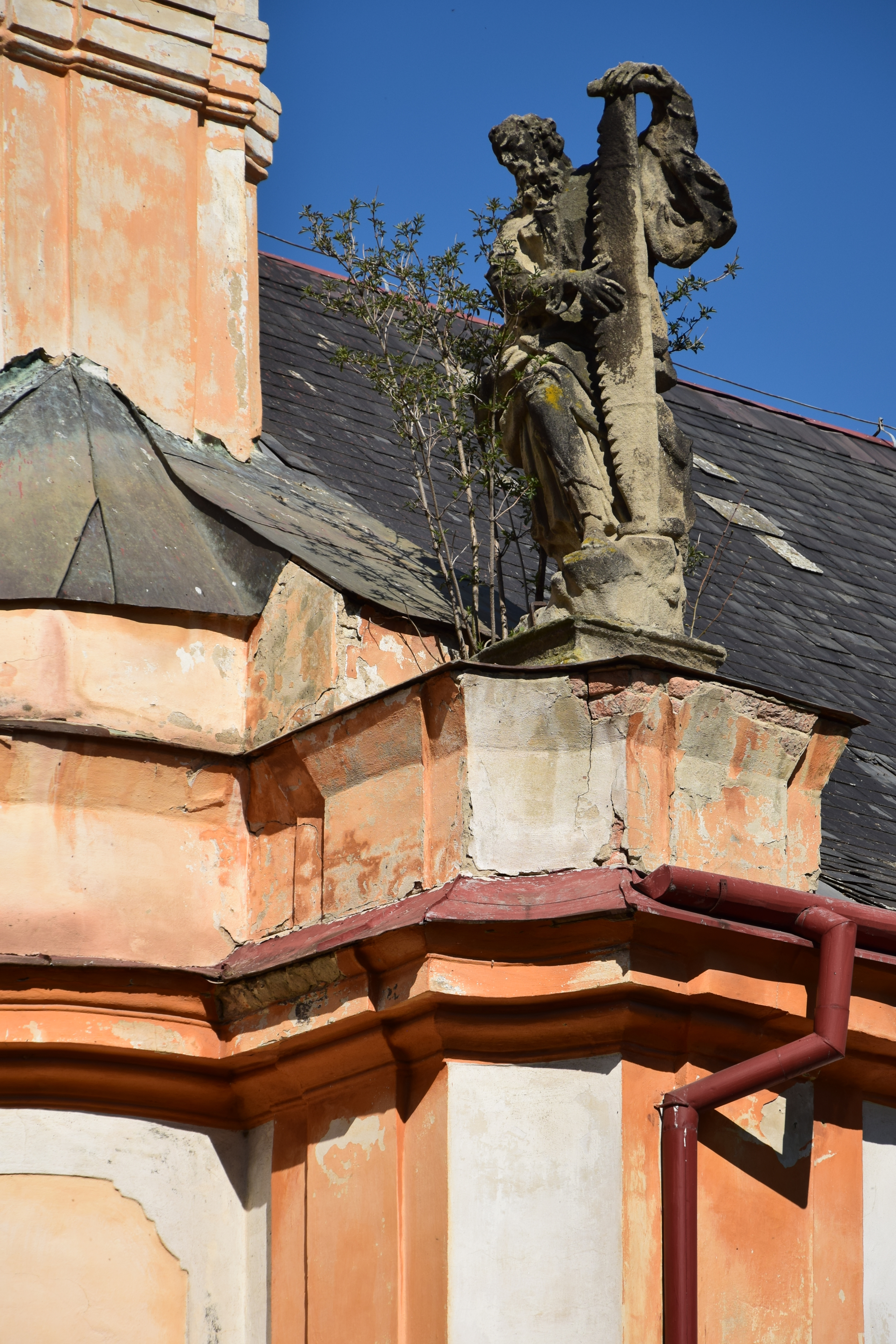
Socha svatého Šimona na západním průčelí kostela

Hlavní sloupový portálový oltář je zdoben obrazem patronů kostela a sochami svatého Ondřeje, svatého Matěje, svatého Václava a svatého Víta ze druhé poloviny osmnáctého století. Boční oltáře jsou zasvěcené Zvěstování Panny Marie a svatému Prokopovi. Druhý z nich je pilastrový a kromě obrazu patrona ho zdobí sošky svaté Kateřiny a svaté Barbory a rokajový ornament v nástavci. K vybavení dále patří kazatelna s rokajovým ornamentem z poloviny osmnáctého století a sochy svatého Jana Nepomuckého a svatého Antonína Paduánského.